# Vanhoeffenura gordonae
Vanhoeffenura gordonae är en kräftdjursart som beskrevs av Wolff 1962. Vanhoeffenura gordonae ingår i släktet Vanhoeffenura och familjen Munnopsidae. Inga underarter finns listade i Catalogue of Life.